# Xanthomonas arboricola
Espèce
Xanthomonas arboricola est une espèce de protéobactéries de la famille des Xanthomonadaceae.
Cette espèce de bactéries phytopathogènes regroupe plusieurs pathovars  responsables de diverses maladies bactériennes des plantes, en particulier chez les arbres, comme la maladie des taches bactériennes du pêcher, le chancre bactérien du peuplier ou la maladie des taches noires du noyer.

## Liste des pathovars
Selon NCBI (13 octobre 2014) :
- non-classé Xanthomonas arboricola 3004
- non-classé Xanthomonas arboricola pv. celebensis
- non-classé Xanthomonas arboricola pv. corylina
  - non-classé Xanthomonas arboricola pv. corylina str. NCCB 100457
- non-classé Xanthomonas arboricola pv. fragariae
- non-classé Xanthomonas arboricola pv. juglandis
  - non-classé Xanthomonas arboricola pv. juglandis str. NCPPB 1447
- non-classé Xanthomonas arboricola pv. poinsettiicola
- non-classé Xanthomonas arboricola pv. populi
- non-classé Xanthomonas arboricola pv. pruni
  - non-classé Xanthomonas arboricola pv. pruni MAFF 301420
  - non-classé Xanthomonas arboricola pv. pruni MAFF 301427
  - non-classé Xanthomonas arboricola pv. pruni str. CFBP 5530
  - non-classé Xanthomonas arboricola pv. pruni str. MAFF 311562